# スカイ・オブ・ラブ
『スカイ・オブ・ラブ』（原題：愛，断了線、情牽一線、Sky Of Love）は2003年の香港映画。

## 概要
韓国で2000年に公開され、大ヒットとなった映画『リメンバー・ミー』をタン・ファータオ監督によって香港でリメイクした作品。主演は今作品で映画デビューとなったケン・チュウと、2003年公開の香港映画『ターンレフト・ターンライト』のジジ・リョン。

## ストーリー
上海の大学に今年から通う事になった小佳（ジジ・リョン）は、入学してまもなく先輩である聞濤（トン・ダーウェイ）に恋をする。だが、いざとなるとなかなか思いを伝える事が出来ないでいた。そんなある日、小佳はひょんな事から壊れた無線機を手に入れる。その夜、これを聞濤との会話のきっかけにしようと考えながら部屋の窓から見える皆既月食を眺めていた小佳の耳に聞こえてきたのは、電源が入っていないはずの無線機に応答を求める聞家輝（ケン・チュウ）の声だった……。

## キャスト
- ケン・チュウ（聞家輝）
- ジジ・リョン（小佳）
- トン・ダーウェイ（聞濤）

## スタッフ
- 監督：タン・ファータオ
- 脚本：ミン・ユエ
- 製作：アイヴィー・コン、トーマス・レオン、サンディ・ショウ

## DVDリリース
販売元はワーナー・ホーム・ビデオ
- 「F4 Film Collection スカイ・オブ・ラブ」（2006年2月3日）